# What Do I Call You
What Do I Call You là mini-album tiếng Hàn thứ 4 (và thứ 7 tổng thể) của nữ ca sĩ Hàn Quốc Taeyeon. EP được phát hành vào ngày 15 tháng 12 năm 2020, bởi SM Entertainment và bao gồm 6 ca khúc, trong đó có ca khúc chủ đề ca khúc chủ đề cùng tên và single ra mắt trước đó "Happy".

## Bối cục và phát hành
Vào ngày 20 tháng 11 năm 2020, SM Entertainment thông báo rằng Taeyeon đang chuẩn bị ra album mới vào tháng 12 tới.

## Track listing
| What Do I Call You – Digital edition | What Do I Call You – Digital edition | What Do I Call You – Digital edition                                                                                                | What Do I Call You – Digital edition                                      | What Do I Call You – Digital edition | What Do I Call You – Digital edition |
| STT                                  | Nhan đề                              | Phổ lời | Phổ nhạc                                                                  | Arrangement                          | Thời lượng                           |
| ------------------------------------ | ------------------------------------ | --- | ------------------------------------------------------------------------- | ------------------------------------ | ------------------------------------ |
| 1.                                   | "What Do I Call You"                 | Kenzie | Linnea Södahl Caroline Pennell David Pramik                               | David Pramik                         | 2:47                                 |
| 2.                                   | "Playlist"                           | Jeon Ji-eun (January 8th (lalala Studio)) Hwang Seon-jeong (January 8th (lalala Studio)) Kim Jeong-mi (January 8th (lalala Studio)) | Mike Daley Mitchell Owens Nicole "Kole" Cohen                             | Mike Daley                           | 2:43                                 |
| 3.                                   | "To the Moon"                        | Taeyeon Yorkie (Devine Channel) SOLE (Devine Channel)                                                                               | Devine Channel Taeyeon SOLE (Devine Channel) Sakehands                    | Devine Channel Sakehands             | 2:42                                 |
| 4.                                   | "Wildfire" (tiếng Hàn: 들불)         | Jo Yoon-kyung | Blaq Tuxedo                                                               | Blaq Tuxedo Michael Jiminez IMLAY    | 3:24                                 |
| 5.                                   | "Galaxy"                             | Zaya (Joombas) | Mariella "Bambi" Garcia Balandina (Mr Radar) Mimmi Gyltman MooF (Joombas) | MooF (Joombas)                       | 3:46                                 |
| Tổng thời lượng:                     | Tổng thời lượng:                     | Tổng thời lượng: | Tổng thời lượng:                                                          | Tổng thời lượng:                     | 15:22                                |

| What Do I Call You – CD edition | What Do I Call You – CD edition | What Do I Call You – CD edition | What Do I Call You – CD edition                            | What Do I Call You – CD edition | What Do I Call You – CD edition |
| STT                             | Nhan đề                         | Phổ lời                         | Phổ nhạc                                                   | Arrangement                     | Thời lượng                      |
| ------------------------------- | ------------------------------- | ------------------------------- | ---------------------------------------------------------- | ------------------------------- | ------------------------------- |
| 6.                              | "Happy"                         | Lee Seu-ran                     | Chris Wahle Chelcee Grimes Samuel Gerongco Robert Gerongco | Chris Wahle                     | 3:41                            |
| Tổng thời lượng:                | Tổng thời lượng:                | Tổng thời lượng:                | Tổng thời lượng:                                           | Tổng thời lượng:                | 19:03                           |

## Bảng xếp hạng
| BXH (2020)                              | Vị trí cao nhất tên BXH |
| --------------------------------------- | ----------------------- |
| Japan Download Albums (Billboard Japan) | 10                      |
| Japan Hot Albums (Billboard Japan)      | 48                      |
| South Korean Albums (Gaon)              | 4                       |

| BXH (2020)      | Vị trí cao nhất trên BXH |
| --------------- | ------------------------ |
| Hàn Quốc (Gaon) | 7                        |

| BXH (2020)      | Vị trí cao nhất trên BXH |
| --------------- | ------------------------ |
| Hàn Quốc (Gaon) | 83                       |

## Doanh số
| Region               | Sales  |
| -------------------- | ------ |
| Trung Quốc (digital) | 53,522 |
| Hàn Quốc (Gaon)      | 99,065 |

## Lịch sử ra mắt
| Quốc gia | Thời gian            | Định dạng                     | Hãng đĩa                 | Ref.          |
| -------- | -------------------- | ----------------------------- | ------------------------ | ------------- |
| Hàn Quốc | 15 tháng 12 năm 2020 | CD digital download streaming | SM Entertainment Dreamus | [ 11 ]        |
| Toàn cầu | 15 tháng 12 năm 2020 | Digital download streaming    | SM Entertainment         | [ 12 ] [ 13 ] |
| Hàn Quốc | 26 tháng 2 năm 2021  | LP                            | SM Entertainment Dreamus | [ 14 ]        |

## Giải thưởng
| Song                 | Chương trình | Network | Ngày                      | Kết quả | Ref.          |
| -------------------- | ------------ | ------- | ------------------------- | ------- | ------------- |
| "What Do I Call You" | Inkigayo     | SBS     | ngày 27 tháng 12 năm 2020 | 1st     | [ 15 ] [ 16 ] |